# 红毛蟹甲草
红毛蟹甲草（学名：Parasenecio rufipilis）是菊科蟹甲草属的植物，为中国的特有植物。分布在中国大陆的甘肃、陕西等地，生长于海拔1,400米至1,800米的地区，常生于山谷疏林下和山沟阴湿处，目前尚未由人工引种栽培。

## 异名
- Cacalia rufipilis (Franch.) Ling